# Bolsa de Italia

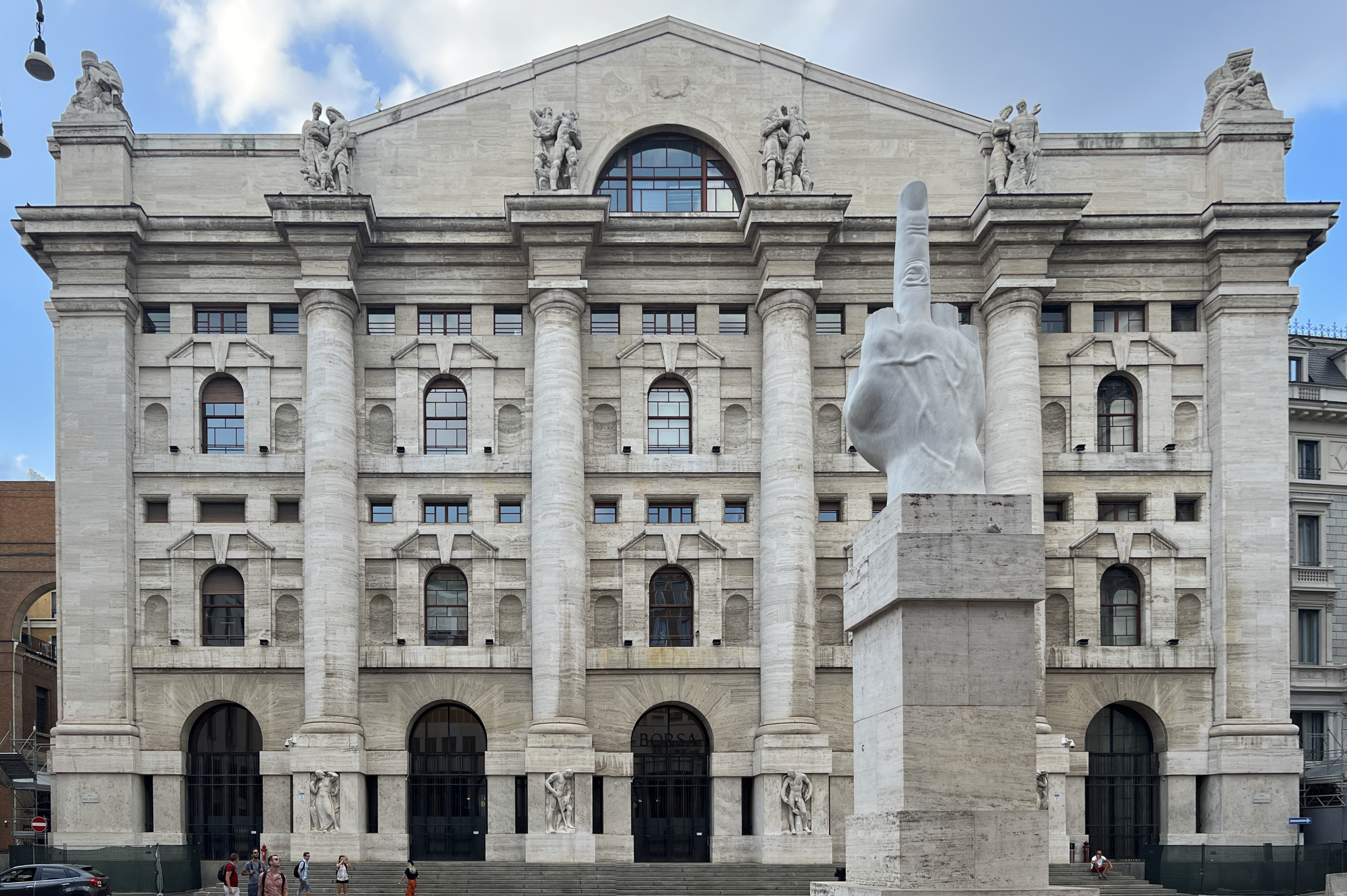
El Palazzo Mezzanotte, sede de la Bolsa Italiana.

La Bolsa Italiana (Borsa Italiana S.p. A.), situada en Milán, es la principal bolsa de valores de Italia. Se fundó en 1808 y se encuentra en operaciones desde el 2 de enero de 1998.
Su capitalización bursátil es de 669 mil millones de euros y su volumen anual es de 607 mil millones de euros (2016)

## Índices bursátiles de la Bolsa Italiana
Los principales índices de la bolsa italiana son:
- El FTSE MIB, un índice bursátil ponderado que incluye las 40 mayores compañías del mercado que representan 10 sectores económicos;
- El FTSE Italia All-Share, que cubre todas las compañías italianas de este mercado y algunas extranjeras.

Otros índices incluyen el FTSE Italia Mid Cap, FTSE Italia Small Cap, FTSE Italia Micro Cap, FTSE Italia STAR y el FTSE AIM Italia.